# Плампер, Ян
Ян Плампер (нем. Jan Plamper; 23 марта 1970, Лайхинген — 30 ноября 2023, Берлин) — немецкий историк, европеист, специалист по истории эмоций и чувств, истории миграции и истории России, в особенности его интересовали двадцатый и девятнадцатый века. Доктор философии (2001).
На протяжении девяти лет был профессором истории Голдсмитс-колледжа Лондонского университета (с 2012), после чего в 2021 занял кафедру истории в Лимерикском университете. Феллоу Королевского исторического общества. Наиболее известен, вероятно, своей книгой, основанной на его докторской дисс., The Stalin Cult (2012).
Рос главным образом в Тюбингене, также жил в США.
Окончил Брандейский университет (бакалавр истории, 1992). Степень доктора философии по истории получил в Калифорнийском университете в Беркли. Затем преподавал в Тюбингенском университете, а с 2008 по 2012 год работал в Берлине в качестве стипендиата Дильтея (Dilthey Fellow) в Центре истории эмоций Института развития человека Макса Планка (Max Planck Institute for Human Development). На протяжении девяти лет был профессором истории Голдсмитс-колледжа Лондонского университета (с 2012), после чего в 2021 занял кафедру истории в Лимерикском университете.
Выступает в СМИ.
Редактор Kritika (journal) (в 2007—2013).
Основатель и редактор серии в Cambridge University Press.
Публиковался в American Historical Review (в 2013—2016 состоял в его совете редакторов). Автор The Stalin Cult: A Study in the Alchemy of Power (Yale, 2012), а также The History of Emotions: An Introduction (Oxford, 2015) {Рец. | Рец. на рус. пер., }. Первая из них выиграла University of Southern California Book Prize in Literary and Cultural Studies.
Помимо английского, свободно владел немецким и русским языками.